# Älghällgrundet
Älghällgrundet är en ö i Finland. Den ligger i Norra kvarken och i kommunen Korsnäs i den ekonomiska regionen  Vasa i landskapet Österbotten, i den västra delen av landet. Ön ligger omkring 38 kilometer sydväst om Vasa och omkring 360 kilometer nordväst om Helsingfors. Älghällgrundet ligger i sjön Stenträsket.
Öns area är 17,8 hektar och dess största längd är 0,8 kilometer i sydväst-nordöstlig riktning.